# Eugène Antoniadi
Eugène Michel Antoniadi (1 de marzo de 1870 - 10 de febrero de 1944) fue un astrónomo francés de padres griegos. 

## Vida y obra
Pasó la mayor parte de su vida en Francia, llegando a ser un destacado observador y firme crítico de la hipótesis de los canales de Marte, como también lo era en aquellos años iniciales del siglo XX el astrónomo español José Comas y Solá. Anteriormente trabajó en el observatorio Flammarion de Juvisy, desde donde no pudo observar los supuestos canales de Marte. 
No fue hasta 1898 cuando se pudo avanzar en una verdadera explicación sobre las marcas en las áreas sombreadas en Marte. La polémica sobre los canales de Marte duró hasta que a partir de 1903, Antoniadi pudo utilizar el telescopio de 83 centímetros (~33 pulgadas) de apertura del Observatorio de Meudon, el mayor telescopio en Europa de la época. Durante la oposición de Marte en 1909, Antoniadi pudo por fin resolver el misterio de los supuestos canales de Marte, pudiendo afirmar que estos no eran más que una simple ilusión óptica y que se debía a la complicada geografía de la superficie de Marte con sus distintas áreas brillantes y oscuras. Poco después, observadores de EE. UU., e incluso un defensor de la teoría de los canales como fue George Sano, tuvo que dar la razón a las observaciones de Antoniadi, lo que le dio una gran reputación a nivel mundial como observador, ya que había demostrado la no existencia de canales en Marte. Se puede consultar algunas fotografías en la biblioteca digital del Observatorio de París.
En 1930, Antoniadi publicó La planète Mars, en el que presentaba un resumen de la topografía de Marte, dando un gran paso adelante en la investigación sobre este planeta.
Antoniadi fue también un gran observador de los planetas interiores del sistema solar Mercurio y Venus). Su obra de 1934 La planète Mercure et la rotation des satellites, fue publicada después de dos décadas de observaciones, contenía el mejor y más detallado mapa topográfico de Mercurio de la época pre-espacial, basado en la hipótesis de Giovanni Schiaparelli, de que estos planetas siempre tienen la misma cara orientada hacia el Sol. No fue hasta 1965, cuando se descubrió que Mercurio no tiene una órbita síncrona, sino que está en una resonancia orbital 2:3.
Antoniadi intentó descubrir el porqué de los oscurecimientos locales en la superficie de Mercurio, y pensó que podrían deberse a material fino en suspensión que se hallaba en la atmósfera del planeta.

## La escala Antoniadi
La nomenclatura que el astrónomo adoptó para la cartografía de los planetas está todavía en uso en la actualidad. Ha dado nombre a la llamada "escala Antoniadi" o "seeing", que mide la cualidad de las condiciones de observación y en la cual la numeración va de I (perfecta) a V (pésima).

## Reconocimientos
- En 1973, la Unión Astronómica Internacional aprobó poner el nombre Antoniadi a un cráter del planeta Marte.
- Así mismo, el cráter lunar Antoniadi (el más profundo del satélite) lleva este nombre en su honor.